# Tony Smets
Tony Smets (Schaffen, 14 januari 1938) is een Belgisch voormalig opvoeder en liberaal politicus voor de PVV en diens opvolger VLD.

## Levensloop
Hij was beroepshalve studiemeester-opvoeder.
Daarnaast was hij ook politiek actief. Van 12 augustus 1972 tot 2 januari 2007 was hij gemeenteraadslid van Diest, waar hij van 3 januari 1983 tot 2 januari 1995 schepen was. Ook zetelde hij van 21 mei 1995 tot 13 juni 1999 en van 14 juli 1999 tot 10 april 2003 in de Kamer van volksvertegenwoordigers voor het kiesarrondissement Leuven. In de tweede genoemde periode zetelde hij als vervanger van toenmalig minister van Telecommunicatie, Overheidsbedrijven en Participaties Rik Daems.
Na de lokale stembusgang van 2000 vormde hij een meerderheid met de SP en volgde hij Hugo Marsoul op als burgemeester. In 2006 was hij aanvankelijk niet meer van plan om nog op te komen bij de gemeenteraadsverkiezingen, maar besloot hij op het laatste moment alsnog lijsttrekker te zijn. Zijn partij verloor evenwel 10% en daalde hierdoor van 34 naar 24 procent. Hij werd als burgemeester opgevolgd door Jan Laurys.